# Dirk Decleir
Dirk Decleir (Wilrijk, 17 mei 1942 – Merelbeke, 23 februari 1974) was een Vlaamse acteur. Hij was de broer van Jan Decleir en Reinhilde Decleir.
Dirk Decleir overleed in 1974 op 31-jarige leeftijd aan de gevolgen van een auto-ongeval.

## Acteercarrière
- Kerstspel om middernacht (1960)
- Dat levende uur (1966)
- Starkadd (1966)
- De Vader (1967) - Predikant
- De geboorte en dood van Dirk Vandersteen Jr. (1968)
- Luitenant Tenant (1968) - Heremiet
- De Meeuw (1968)
- Dagboek van een krankzinnige (1970) - Nikolaï Gogol
- Koning Lear (1969) - Edgar
- Scapin (1970) - Scapin
- Een zachtmoedige vrouw (1971) - Pandjesbaas
- Zondaars en sterren (1971) - Man
- Harlekijn, kies je meester (1973)
- Agamemnon (1973) - Aigisthos

## Trivia
- De moeder van Dirk Decleir, Caro Huyck, was de zuster van Louisa Huyck, echtgenote van Nestor Gerard.
- Decleir ontving in 1966 het laureaat van de Theatronprijs voor beste acteur.

- Gemeinsame Normdatei: 1042787727
- International Standard Name Identifier: 0000 0004 1873 7676
- Virtual International Authority File: 305273004
- WorldCat: E39PBJh4tFkC6mgvbmXwx9hbVC